# Kōkamonin no Bettō
Kōkamonin no Bettō (皇嘉門院別当?, Kōka-mon'in no Bettō, Attendente dell'Imperatrice Kōkamonin; fl. XII secolo) è stata una poeta giapponese waka del tardo periodo Heian.
Era una figlia di Minamoto no Toshitaka (源俊隆), rendendola un membro del clan Minamoto, ma il suo nome è sconosciuto.
Ha servito l'Imperatrice (中宮?, Chūgū) Fujiwara no Kiyoko, nota come Kōkamon'in (皇嘉門院), figlia del reggente Fujiwara no Tadamichi), moglie dell'Imperatore Sutoku. Poiché Kōkamon'in era la figlia di Tadamichi e la sorella maggiore di Fujiwara no Kanezane, Kōkamonin no Bettō componeva poesie in occasioni dei concorsi di poesia (uta-awase) organizzati da Kanezane. Quando Kōkamon'in Seyko morì nel 1182, era già diventata monaca.
Le sue poesie sono state selezionate per Senzai Wakashū e altre successive Chokusen wakashū (antologie di poesia giapponese commissionate dall'imperatore), una delle sue poesie è inclusa nell'Hyakunin isshu :
(Hyakunin isshu n.88)